# U.S. Highway 89
U.S. Highway 89 este o șosea magistrală care face legătura dintre regiunile din nord și sud cu vestul SUA. Traversează statele Arizona, Arizona, Utah, Idaho, Wyoming și Montana. El are punctul de pornire din Flagstaff (Arizona) unde se încrucișează cu magistrala est-vest Interstate 40 și se termină cu șoseaua Alberta „Highway 2” la granița cu Canada. 